# Listă de băuturi coreene
Aceasta este o listă de băuturi coreene. Acesta include băuturi, tradiționale sau moderne, care sunt distinctive sau strâns identificate cu Coreea. Mărcile și companiile producătoare sunt din Coreea de Sud, cu excepția cazurilor menționate în mod expres.

## Băuturi alcoolice

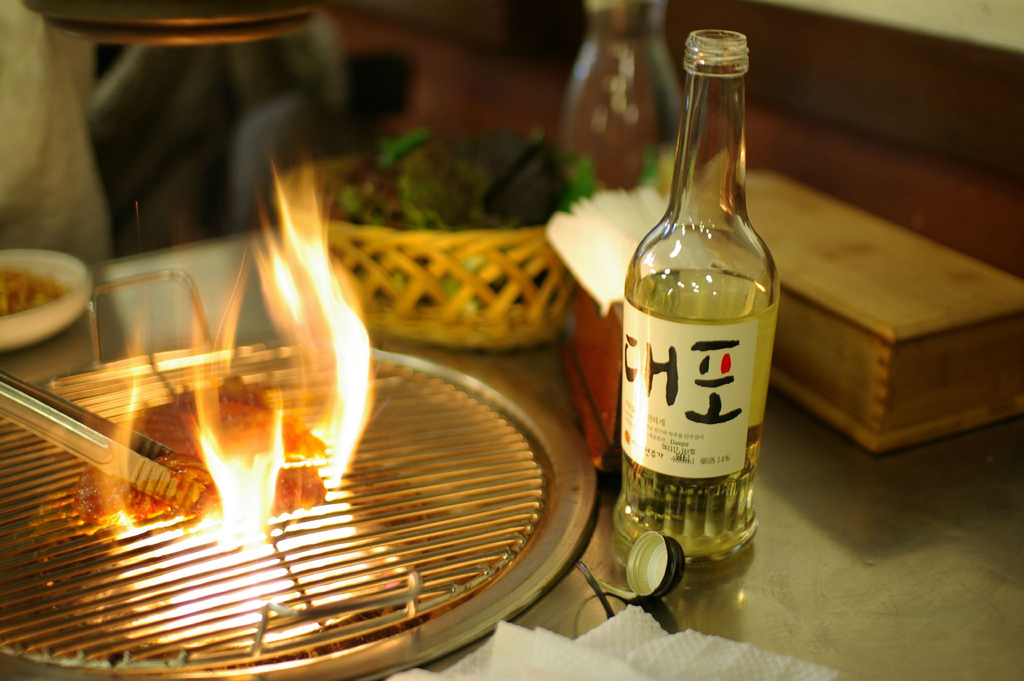
Daepo, brand yakju

- Soju (cartofii dulci sau lichior de orez)
  - Jinro (brand de soju)
- Baekseju
- Cheongju vin de orez
  - Sogokju
  - Beopju, lichior traditional din Gyeongju.
- Yakju
  - Takju, sau makgeolli
    - Dongdongju
- Insamju (vin medicinal dinginseng)
- Munbaeju
- Dugyeonju
- Gyepiju
- K-SOOL

### Bere
- Oriental Brewery (mărci incluse : OB și Cass)
- Hite (alte produse includBlack Beer Stout)
- Taedonggang o bere nord-coreean asemănătoare cu berea engleza; se produce din  2002

## Băuturi nealcoolice

### Tradiționale
Toate băuturile non-alcoolice tradiționale coreene sunt denumite "eumcheongnyu". Conform documentelor istorice privind bucătăria coreeană se cunosc 200 de  eumcheongnyu . 'Eumcheongnyu pot fi împărțite în grupuri de cha (차 ceai), tang (탕 apă fiartă), Jang  (장 suc de boabe fermentate cu gust acru),  suksu  (숙수),  galsu  (갈수), 
hwachae (화채 suc de fructe), sikhye (식혜 băutură de orez dulce),  sujeonggwa  (수정 과 băutură de curmal japonez),  milsu  sau  kkulmul  (밀수, 꿀물 apă mieroasa ),  jeup  (즙 suc) și lapte cu materiale din ingrediente și metode de preparare. Printre eumcheongnyu,  cha ,  hwachae , sikhye, și  sujeonggwa  sunt încă larg favorizate și consumate, Cu toate acestea,  tang ,  Jang ,  suksu ,  galsu sunt aproape au dispărut în prezent

### Ceaiuri
- Ceai verde
- Boricha,obținut din orz.
- Sungnyung facut din boabe de porumb prăjite fierte.
- Yulmu cha, realizat din grâuyulmu (율무)  .

### Cafea
Maxim, o cafea uscată prin congelare, care include smântână și zahăr.

### Hwachae
- Hwachaeeste un grup de băuturi tradiționale coreene făcute cu fructe, petale de flori și miere, sau zahăr.

### Altele
- Sikhye, o băutură de malț.
- Solhinun, o băutură din mugur de pin facut prin Lotte.
- Sujeonggwa, o băutură dincurmal japonez.
- Ogamcha, o băutură cu arin, lemn dulce, Chaga și ginseng.

### Moderne
- 2% a consumului de fructe cu aroma de apă. Piersic, Lemon, Apple, struguri și rodii.
- 815 Cola (întrerupt)

Chilsung Cider, un sifon de zahăr clar carbonatate (nu de lamaie-lime ca Sprite)
- Bacchus-F[6]
- Milkis, .
- Dooyoo,
- McCOL.
- Sac Sac, o băutură Mandarină aromă de portocale (suc nu pur), cu bucăți de pastă găsite în cutii de aluminiu mici, cu o ureche detașabilă
- Vita 500 o băutură energizantă lansat în 2001[7]
- Banana Milk